# Elena Tjapkina
Elena Tjapkina (Mosca, 10 maggio 1900 – Mosca, 9 novembre 1984) è stata un'attrice sovietica.

## Filmografia parziale

### Attrice
- Don Diego i Pelageja, regia di Jakov Protazanov (1928)
- La casa sulla Trubnaja (Dom na Trubnoj), regia di Boris Vasil'evič Barnet (1928)
- Tutto il mondo ride (Vesëlye rebjata), regia di Grigorij Aleksandrov (1934)
- Na granice, regia di Aleksandr Gavrilovič Ivanov (1938)
- Stanica Dal'njaja, regia di Evgenij Veniaminovič Červjakov (1939)
- Svetlyj put' (Светлый путь), regia di Grigorij Vasil'evič Aleksandrov (1940)
- In nome della patria (Во имя Родины), regia di Vsevolod Illarionovič Pudovkin e Dmitrij Ivanovič (1943)
- Guerra e pace (Voyna i mir), regia di Sergej Bondarčuk (1966)

## Premi
- Artista onorato della RSFSR
- Ordine della Stella rossa
- Ordine del distintivo d'onore